# KIRA☆KIRA☆
「KIRA☆KIRA☆」（キラキラ）は、BENIのユニバーサルミュージック移籍第5弾シングル。全シングルの13枚目である。

## 概要
- アルバム『Bitter & Sweet』からのシングルカット。
- 前作から約3ヶ月ぶりとなる。
- 2009年12月29日まで期間限定作品。

## 収録曲
1. KIRA☆KIRA☆
  - 作詞：藤林聖子・今井大介／作曲・編曲：今井大介
2. 恋焦がれて DJ HASEBE REMIX
  - 作詞：BENI・藤林聖子／作曲：今井大介／編曲：DJ HASEBE
3. ずっと二人で CLUB REMIX
  - 作詞・作曲：BENI・吉野昌隆
4. KIRA☆KIRA☆ (instrumental)